# 1988 ve sportu
Toto je přehled sportovních událostí z roku 1988.

## Alpské lyžování
Světový pohár v alpském lyžování 1987/88
- Muži

| Velký křišťálový glóbus: - Pirmin Zurbriggen |

Malé křišťálové glóbusy:
| Slalom - Alberto Tomba | Sjezd - Pirmin Zurbriggen | Obří slalom - Alberto Tomba | Super G - Pirmin Zurbriggen |

- Ženy

| Velký křišťálový glóbus: - Michela Figini |

Malé křišťálové glóbusy:
| Slalom - Roswitha Steiner | Sjezd - Michaela Figini | Obří slalom - Mateja Svet | Super G - Michela Figini |

## Automobilový sport
Formulové závody:
- CART  Danny Sullivan
- Formule 1  Ayrton Senna
- Formule 3000  Roberto Moreno

Rallye:
- Rallye Dakar

1. Automobily:  Juha Kankunnen, Peugeot 205 Turbo 16
2. Kamiony:  Karel Loprais, Tatra 815 4x4

## Cyklistika
- bratři Pospíšilové se stali po dvacáté světovými šampiony v kolové a ukončili kariéru.

- Giro d'Italia – Andrew Hampsten
- Tour de France – Pedro Delgado
- Mistrovství světa – Maurizio Fondriest

## Tenis
- Grand Slam výsledky mužů:
  1. Australian Open – Mats Wilander
  2. French Open – Mats Wilander
  3. Wimbledon – Stefan Edberg
  4. US Open – Mats Wilander

- Grand Slam výsledky žen:
  1. Australian Open – Steffi Graf
  2. French Open – Steffi Graf
  3. Wimbledon – Steffi Graf
  4. US Open – Steffi Graf

- Davis Cup: Německo – Švédsko 4:1